# チェロとコントラバスのための二重奏曲 (ロッシーニ)
チェロとコントラバスのための二重奏曲ニ長調（Duetto per Violoncello e Contrabasso）は、1824年にジョアキーノ・ロッシーニによって作曲された楽曲。

## 作曲と初演
ロッシーニは当時、財界の有力者と多くの交友関係を持っており、この曲はロンドンの有力な銀行家であるデイヴィッド・サロモンズを縁者に持つフィリップ・ジョセフのために作曲されたものである。ジョセフはアマチュアのコントラバス演奏家としてドメニコ・ドラゴネッティに師事していた。サロモンズ邸での私的初演ではジョセフがコントラバスを演奏し、チェロはドラゴネッティが受け持った（ドラゴネッティはコントラバスのほかに、しばしばチェロも演奏していた）。
楽譜は初演後一度も演奏・出版されることもなく、1968年になってようやくサロモンズの遺品から発見されて競売にかけられ、翌1969年に出版された。

## 構成

### 第1楽章：Allegro
ニ長調 4/4拍子 二部形式
二台の楽器の掛け合いによって構成される。後半部では、提示部が調を変えて再現される。

### 第2楽章：Andante mosso[1]
変ロ長調 3/4拍子 三部形式
チェロとコントラバスが順に主題を提示したのち、ト短調の中間部に入る。第三部ではチェロが主題を短く再現し、中間部の終結句がふたたび現れ終止する。

### 第3楽章：Allegro
ニ長調 3/4拍子 コーダを伴う三部形式
コントラバスによる3度上昇の反復リズムに乗ってチェロが軽快な主題を提示する。コントラバスがイ長調で主題を模倣するところから中間部となる。再現部ののち、中間部の終結句を発展させたコーダによって楽曲を締めくくる。

## 編成
チェロ、コントラバス各1